# Diadectomorpha
De Diadectomorpha zijn een clade van grote uitgestorven tetrapoden die leefden in Euramerika tijdens het Carboon en het Vroeg-Perm en in Azië tijdens het Laat-Perm (Wuchiapingien), Ze worden doorgaans geclassificeerd als geavanceerde reptiliomorfen (overgang tussen amfibieën sensu lato en amnioten) dicht bij, maar buiten de clade Amniota, hoewel recent onderzoek ze heeft gevonden als de zustergroep van de traditionele Synapsida binnen Amniota, gebaseerd op de anatomie van het binnenoor. Ze omvatten zowel grote (tot twee meter lang) carnivore en zelfs grotere (tot drie meter) herbivore vormen, sommige semi-aquatisch en andere volledig landbewonend. De diadectomorfen lijken te zijn ontstaan tijdens het Laat-Mississippien, hoewel ze pas algemeen werden nadat de globale habitat van het Carboon-regenwoud instortte en hun bloeiperiode kenden tijdens het Laat-Pennsylvanien en Vroeg-Perm.

## Anatomie
Diadectomorfen bezaten zowel amfibie-achtige als amniote-achtige kenmerken. Oorspronkelijk werden deze dieren in de orde Cotylosauria geplaatst en werden ze beschouwd als de meest primitieve en voorouderlijke lijn van de reptielen. Meer recentelijk zijn ze geherclassificeerd als niet-amniote reptiliomorfen die net buiten de clade Amniota liggen, of als vroeg divergerende synapsiden (leden van de amniote groep die zoogdieren en hun uitgestorven verwanten omvat). In tegenstelling tot andere niet-amniote reptiliomorfen, misten de tanden van de Diadectomorpha het complexe naar binnen plooien van het dentine en glazuur dat aanleiding had gegeven voor de naam Labyrinthodontia (een niet-natuurlijke groep) voor de niet-amniote tetrapoden.

## Classificatie
De groep werd in 1917 als een onderorde benoemd door David Meredith Seares Watson.
Diadectomorpha wordt meestal de rang orde gegeven wanneer formele taxonomische rangen worden toegepast. de groep is verder onderverdeeld in drie families, die specialisatie in verschillende ecologische niches vertegenwoordigen. De exacte fylogenetische verwantschap tussen de drie wordt betwist.
- De familie Diadectidae is misschien wel de bekendste groep, bestaande uit middelgrote tot grote herbivoren. Vroege leden sleepten met hun romp over de grond, maar de laatste, zoals Diadectes waaraan de hele groep zijn naam ontleent, ontwikkelden sterke, zij het zijdelings uitgestrekte benen, parallel aan de anatomie van vroege herbivore reptielen. De tanden waren beitelachtig en misten het typische labyrinthodonte naar binnen plooien van het glazuur. Diadectiden waren verspreid over het grootste deel van de noordelijke delen van Pangea.
- De familie Limnoscelidae omvatte grote carnivoren of piscivoren. Het grootste geslacht Limnoscelis kon wel honderdvijftig centimeter hoog worden. De familie had puntige en licht gebogen tanden met labyrinthodont glazuur. Verspreiding lijkt te zijn beperkt tot Noord-Amerika.
- De familie Tseajaiidae, bekend van één enkel exemplaar uit Noord-Amerika, waren middelgrote, gegeneraliseerde reptiliomorfen. Ze hadden stompe tanden en lijken voornamelijk herbivoor of omnivoor te zijn. Het bekende exemplaar zou ongeveer een meter lang zijn geweest.

In 1995 werden de Diadectomorpha door Laurin en Reisz gedefinieerd als een klade: de groep bestaande uit de laatste gemeenschappelijke voorouder van de Diadectidae, Limnoscelidae en Tseajaia; en al zijn afstammelingen.

## Voortplanting en de oorsprong van Amniota
De voortplanting van de Diadectomorfen is het onderwerp van enige discussie geweest. Als hun groep in de Amniota lag, zoals soms werd aangenomen, zouden ze een vroege versie van het amniote-ei hebben gelegd. De heersende leer luidt dat het amniote ei is ontwikkeld bij zeer kleine dieren, zoals Westlothiana of Casineria, zodat de omvangrijke Diadectomorfen net aan de amfibische kant van de kloof blijven.
Dit zou erop wijzen dat de grote en omvangrijke diadectomorfen anamniote eieren (dus zonder eierschaal in water) legden. Er is echter geen ondubbelzinnig diadectomorfe larve of kikkervisje bekend. Of dit betekent dat een kikkervisjesstadium in feite ontbrak of slechts dat de tafonomie ongunstig was (veel diadectomorfen waren bewoners van het hoogland waar kikkervisjes een kleine kans hebben om gefossiliseerd te worden) is onzeker. Alfred Romer gaf aan dat de anamniote/amniote kloof misschien niet erg scherp was, waardoor de vraag naar de werkelijke reproductiewijze van deze grote dieren onbeantwoord bleef. Mogelijke reproductieve modi zijn onder meer het volledig paaien van amfibieën met aquatische kikkervisjes, interne bevruchting met of zonder ovovivipariteit, aquatische eieren met directe ontwikkeling of een combinatie hiervan. De voortplantingsmodus kan ook binnen de groep hebben gevarieerd.
Lee en Spencer (1997) voerden aan dat diadectomorfen waarschijnlijk amniote eieren legden omdat hun aanpassingen om zich te voeden met terrestrische planten die rijk zijn aan vezels, betekenen dat ze waren aangepast aan een niche die niet wordt gezien in ondubbelzinnige 'amfibieën', en zou een vroege verwerving van terrestrische endosymbionten nodig zijn geweest voor dit dieet dat zogenaamd niet had kunnen gebeuren als jonge diadectomorfen waterlarven waren.